# أصدقاء: لم الشمل
فريندز: لم الشمل (بالإنجليزية: Friends: The Reunion)‏ هو عبارة عن لم شمل خاص في عام 2021 لمسلسل كوميديا الموقف التلفزيوني الأمريكي فريندز. استضاف العرض الخاص جيمس كوردن وأنتجها تنفيذيا المؤلفون المشاركون للمسلسل مارتا كوفمان وديفيد كرين، وكيفن إس. برايت، والممثلون الرئيسيون الستة في المسلسل، وبن وينستون (الذي أخرج أيضًا الحلقة الخاصة). يعيد الممثلون الرئيسيون في الحلقة الخاصة زيارة إطارات العرض الأصلي المكانية (مثل شقق فريندز ومقهى سنترال بيرك ونافورة المياه المميزة) ويلتقون بالضيوف الذين ظهروا في العرض بالإضافة إلى الضيوف المشاهير وقاموا بعمل طاولة للقراءة وإعادة تمثيل حلقات فريندز ومشاركة لقطات من وراء الكواليس.

## الإنتاج

### التطوير
```
كانت شركة 
تلفزيون وارنر براذرز
 في نوفمبر 2019 تقوم بتطوير حلقة لم شمل خاصة لمسلسل فريندز لخدمة البث الجديدة التابعة لها 
إتش بي أو ماكس
. سيضم العرض الخاص الممثلين بالكامل ونجوما مشاركين.
[
5
]
 طلبت منصة إتش بي أو ماكس حلقة خاصة في فبراير 2020 يعود فيها جميع الممثلين والمنتجين الأصليين.
[
6
]
[
7
]
[
8
]
```

تم إنتاج العرض الخاص من قبل المؤلفين المشاركين في المسلسل مارتا كوفمان وديفيد كرين وكيفن إس. برايت، والممثلين الرئيسيين في المسلسل جينيفر أنيستون وكورتني كوكس وليزا كودرو ومات لوبلان وماثيو بيري وديفيد شويمر. قام بن وينستون بالإخراج والإنتاج التنفيذي من خلال شركة «فولويل 73». شاركت شركة «وارنر برذرز آنسكريبتيت أند ألتيرناتيف تيليفيجن» (والتي أصبحت تعرف لاحقا ب«وارنر هورايزون أنسكريبتيد تيليفيجن») أيضًا في إنتاج الحلقة الخاصة.

### التصوير
صُوِرت الحلقة الخاصة في لوس أنجلوس، كاليفورنيا في «استوديو 24»، والمعروف أيضًا باسم «استوديو فريندز» في استوديوهات وارنر براذرز في بربانك حيث صور فريندز منذ موسمه الثاني. بدأ تصوير لم الشمل في أبريل 2021. ٱجل تصوير الحلقة الخاصة مرتين الأولى في مارس 2020 والثانية في أغسطس 2020 وكلاهما بسبب جائحة فيروس كورونا.
صُوِرت مقاطع لعبة المعلومات العامة والبرنامج الحواري الخاص الذي استضافه جيمس كوردن أمام جمهور حي «معظمهم من الكومبارس النقابية، [الذين] تم أجروا اختبارا تشخيصيا لفيروس كورونا وتوظيفهم من أجل الحلقة». أوضح ممثلو الممثل ماثيو بيري أنه أجرى جراحة أسنان طارئة قبل التصوير عندما كان المشاهدون قلقين بشأن مظهره.
في حلقة من بودكاست روب لوو ٱصدرت في يناير 2021 قالت كودرو إنها شاهدت الإطار المكاني سنترال بيرك المعاد بناؤه فقط وصورت «شيئًا صغيرًا» والذي تبين أنه ظهور ليدي غاغا المسجل في نوفمبر 2020. ذكر المخرج والمنتج بن وينستون أنه تم التخطيط لجزء لعبة المعلومات العامة في مارس 2021 أثناء إنتاج ذي لايت لايت شو وجوائز غرامي السنوية الثالثة والستون.

## الطاقم

### فريق التمثيل الرئيسي
- جينيفر أنيستون
- كورتني كوكس
- ليزا كودرو
- مات لوبلان
- ماثيو بيري
- ديفيد شويمر

### مؤلفو العرض الأصليون
- كيفن إس. برايت
- ديفيد كرين
- مارتا كوفمان

### المضيف
- جيمس كوردن

### النجوم الضيوف
- ديفيد بيكهام
- جاستن بيبر
- بي تي أس
- سيندي كروفورد
- كارا ديليفين
- سولي مون فري
- ليدي غاغا
- إليوت غولد
- كيت هارينغتون
- توماس لينون
- كريستينا بيكلز
- توم سيليك
- جيمس مايكل تايلر
- ماغي ويلر
- ريس ويذرسبون
- ديفيد بيكهام
- جاستن بيبر (مرتديا زي سبو-نك الخاص بروس)
- بي تي أس
- سيندي كروفورد (مرتدية بنطلون روس الجلدي والقميص بأزرار)
- كارا ديليفين (مرتدية فستان رايتشل الفخري وزي روس في عطلة أرماديلو)
- سولي مون فري (ضيفة الجمهور)
- إليوت غولد (ضيف الجمهور، لعب دور جاك غيلر)
- كيت هارينغتون
- ليدي غاغا (مؤدية لأغنية القط ذو الرائحة الكريهة مع ليزا كودرو، مرتدية زي فيبي وفي إشارة إلى دورها في فيلم مولد نجم)
- لاري هانكين (ضيف لعبة المعلومات، الذي لعب دور السيد هيكلز)
- ميندي كالينغ
- توماس لينون (ضيف لعبة الأسئلة، لعب دور التوأم المتماثل لجوي)
- كريستينا بيكلز (ضيفة الجمهور، لعبت دور جودي غيلر)
- توم سيليك (ضيف لعبة المعلومات العامة، لعب دور ريتشارد بيرك)
- جيمس مايكل تايلر (ضيف مقابلة على تطبيق زووم، الذي لعب دور غونتر)
- ماغي ويلر (ضيفة مقابلة فريق التمثيل لعب دور جانيس ليتمان-غورالنيك)
- ريس ويذرسبون (لعبت دور جيل جرين )

ظهر الممثلون الثلاثة الذين جسدوا دور الفرقة الرباعية في الحلاق في حلقة «الواحدة مع كل الغيرة» في جزء لعبة المعلومات العامة. تم ذكر ضيوف الشرف النجوم داني ديفيتو وبن ستيلر وجوليا روبرتس وبراد بيت وشون بن عبر لقطات من أرشيفية. ظهر الممثل بول رود لفترة وجيزة في ختام الحلقة الخاصة. تم استبعاد ظهور المخرج جيمس بروس والكوميدي بوب نيوهارت من الحلقة الخاصة واستخدامهما كمقاطع إضافية في إصدار إتش بي أو ماكس.

## الإطلاق
كان من المقرر في الأصل إطلاق حلقة لم الشمل الخاصة مع إطلاق إتش بي أو ماكس في 27 مايو 2020 إلى جانب 236 حلقة من المسلسل التي كانت متاحة عند الإطلاق. بُثَ فيديو دعائي في مايو 2021 يعلن أنه من المقرر إطلاق حلقة لم الشمل الخاصة في 27 مايو 2021 على منصة إتش بي أو ماكس. يتضمن إصدار منصة إتش بي أو ماكس خمسة مقاطع إضافية تم قصها من الحلقة الخاصة كإضافات.
تم إصدار الإصدار الخاص أيضًا دوليًا بالتزامن مع إصدار الولايات المتحدة على منصة «كرايف» في كندا وقناة «سكاي وان» ومنصة «ناو» في المملكة المتحدة وأيرلندا وإيطاليا، منصتا «فوكستال ناو» وبينج في أستراليا، قناة تي في إن زي2 ومنصة تي في إن زي أونديماند في نيوزيلندا، منصة زي فايف في الهند، قناة شبكة أوربت شوتايم في الإمارات العربية المتحدة، منصة «إتش بي أو غاو» وقناة «إتش بي أو أسيا» في سنغافورة وماليزيا وإندونيسيا وفيتنام وتايلاند والفلبين وتايوان وهونغ كونغ، قناة «إتش بي أو نورديك» في السويد والدنمارك والنرويج وفنلندا، وقناة «إتش بي أو إيسبانيا» في إسبانيا وقناة «إتش بي أو البرتغال» في البرتغال.
عُرِضت الحلقة الخاصة في الصين على منصات آي جيي ويوكو وتينسنت فيديو، ولكن ٱزيلت المشاهد التي تضم ليدي غاغا وجاستن بيبر وفرقة بي تي أس. كما ٱزيلت الإشارات إلى مجتمع المثليين والتلميحات إلى البول في الحلقة الخاصة أيضًا. ٱصدرت الحلقة الخاصة حصريًا على «يو-نيكست» في 31 مايو 2021.
ٱصدرت الحلقة الخاصة في فيتنام على منصة «إف بي تي بلاي» و«فيي أون» مع الترجمة الفيتنامية. بُثَت الحلقة الخاصة في جنوب أفريقيا على إمنيت (دي إس تي في) في 30 مايو 2021 وٱصدرت على منصة «شاوماكس» في 31 مايو 2021.

## الاستجابة

### الاستجابة النقدية
حصلت الحلقة الخاصة على موقع روتن توميتوز على نسبة موافقة 67% بناءً على 52 مراجعة، بمتوسط 6.4/10 درجة. كان إجماع نقاد الموقع «قد تعجب الحلقة بشكل أفضل المتعصبين، ولكن عندما يُقطع الضوضاء ويُركز على الاتصالات فريندز: لم الشمل حلقة دافئة ومريحة مثل ليلة في المقهى.» حصلت الحلقة الخاصة في موقع ميتاكريتيك على متوسط درجات ترجيحية تبلغ 65 من 100 مما يشير إلى «مراجعات مواتية بشكل عام» بناءً على 27 منتقدًا.

### التقييمات
عُرِض حلقة فريندز: لم الشمل في المملكة المتحدة على قناة سكاي وان وأصبح البرنامج الأكثر مشاهدة على القناة في تاريخها، حيث شاهده 5.3 مليون مشاهد.

### الجوائز
| السنة | الجوائز                 | تاريخ حفلة الجوائز | الفئة                                                                       | الحائز | النتيجة | Ref(s) |
| ----- | ----------------------- | ------------------ | --------------------------------------------------------------------------- | --- | ------- | ------ |
| 2021  | جمعية نقاد هوليوود      | 29 أغسطس 2021      | أفضل سلسلة في منصة، أو سلسلة متنوعة، أو سلسلة حوارية أو كوميدية/متنوعة خاصة | فريندز: لم الشمل | رُشِّح     | [ 12 ] |
| 2021  | جوائز الإيمي برايم تايم | 19 سبتمبر 2021     | أفضل سلسلة متنوعة خاصة (مسجلة مسبقا)                                        | بن وينستون، كيفن إس. برايت، مارتا كوفمان، ديفيد كرين ، جينيفر أنيستون، كورتني كوكس، ليزا كودرو، مات لوبلان، ماثيو بيري، ديفيد شويمر، إيما كونواي، جيمس لونغمان، ستايسي توماس موير، بريت بلاكيني، ديف بينداك، كارلي روبين سيغال، جاي هاردينج، بول موناغان، تريسي فيس، مايك دارنيل، بروك كارزين، وجيمس كوردن | رُشِّح     | [ 13 ] |
| 2021  | جوائز الإيمي برايم تايم | 11 و12 سبتمبر 2021 | أفضل إخراج لسلسلة متنوع خاصة                                                | بن وينستون | رُشِّح     | [ 13 ] |
| 2021  | جوائز الإيمي برايم تايم | 11 و12 سبتمبر 2021 | أفضل تصميم إضاءة/اتجاه إضاءة لسلسلة متنوعة خاصة                             | باتريك بوزير، لين كوستا، راسل فاين، نوح ميتز، وماديغان ستيهلي | رُشِّح     | [ 13 ] |
| 2021  | جوائز الإيمي برايم تايم | 11 و12 سبتمبر 2021 | أفضل تصمين إنتاج لسلسلة متنوعة خاصة                                         | غريغ غراندي، دارن جاينز، وجون شافنر | رُشِّح     | [ 13 ] |
| 2021  | جوائز خيار الشعب        | 7 دييمبر 2021      | The Pop Special of 2021                                                     | فريندز: لم الشمل | فوز     | [ 14 ] |